# Shasta (řeka)
Shasta (anglicky: Shasta River) je řeka dlouhá 93 km, přítok řeky Klamath nacházející se v severní Kalifornii ve Spojených státech. Odvádí vodu z údolí Shasta Valley na severních a západních svazích hory Shasta v Kaskádovém pohoří.
Řeka pramení na jihu okresu Siskiyou County na okraji národního lesa Shasta-Trinity National Forest, přibližně 16 km jihozápadně od města Weed. Dále proudí severozápadním směrem skrze Shasta Valley a město Weed, Lake Shastina a město Montague. Do Klamathu přitéká z jihu asi 13 km severovýchodně od Yreky.
Celému údolí Shasta Valley dominuje nedaleká hora Shasta. Její erupce v z geologického hlediska nedávné minulosti způsobily, že podloží údolí je tvořeno vulkanickým čedičem. Typickým příkladem jeskyně vzniklé v souvislosti s příliš tekutou lávou je Pluto's Cave.

## Tok
Pramen Shasty leží na východním svahu hory Eddy, několik kilometrů západně od hory Shasta a asi 40 km severozápadně od vodní nádrže Lake Shasta a pokračuje ve svojí pouti přes široké zemědělsky obdělávané údolí. Dále teče severním směrem, podél dálnice Interstate 5 a záhy se k ní připojuje její první důležitý levobřežní přítok Eddy Creek. Kříží dálnici, obtáčí se kolem hřebene a protéká skrz město Weed. Poté se stáčí na sever do jezera Shastina, přehradní nádrže s hrází na svém severním konci.
48 km před ústím do Klamathu míjí Big Springs a v následných meandrech mezi zavlažovanými poli výrazně zvyšuje svůj průtok. Dále, asi 16 km před ústím řeka prochází mezi městy Yreka a Montague je křižována silnicí California State Route 3 a naposledy také dálnici Interstate 5. 4,8 km před soutokem vstupuje kaňonem do pohoří Klamath. Do Klamathu se vlévá na levém břehu, poblíž křižovatky silnic State Route 263 a State Route 96.

## Povodí
Povodí Shasty o rozloze 2 100 km2 se nachází kompletně v okrese Siskiyou County a skládá se převážně z polosuchých zemědělských údolí. Je situováno na východ od pohoří Klamath a severovýchodně od hory Mount Shasta. Z měst v povodí jmenujme alespoň  Weed, Edgewood, Gazelle, Big Springs,Grenada, Montague, a Yreka. Nejdůležitějšími nádržemi na řece jsou Lake Shastina, Dwinnell Reservoir a Trout Lake.
Vzhledem k tomu že průměrný roční úhrn srážek v 48 km dlouhém Shasta Valley je pouze 36 cm, nejvíce vody je povrchové a v poslední době je do řeky doplňována voda i ze zemědělské činnosti. Část vody také pochází z tajícího sněhu na úbočích Mount Shasta, která se do Shasty dostává skrze potok Big Springs Creek.